# Arthur Lismer

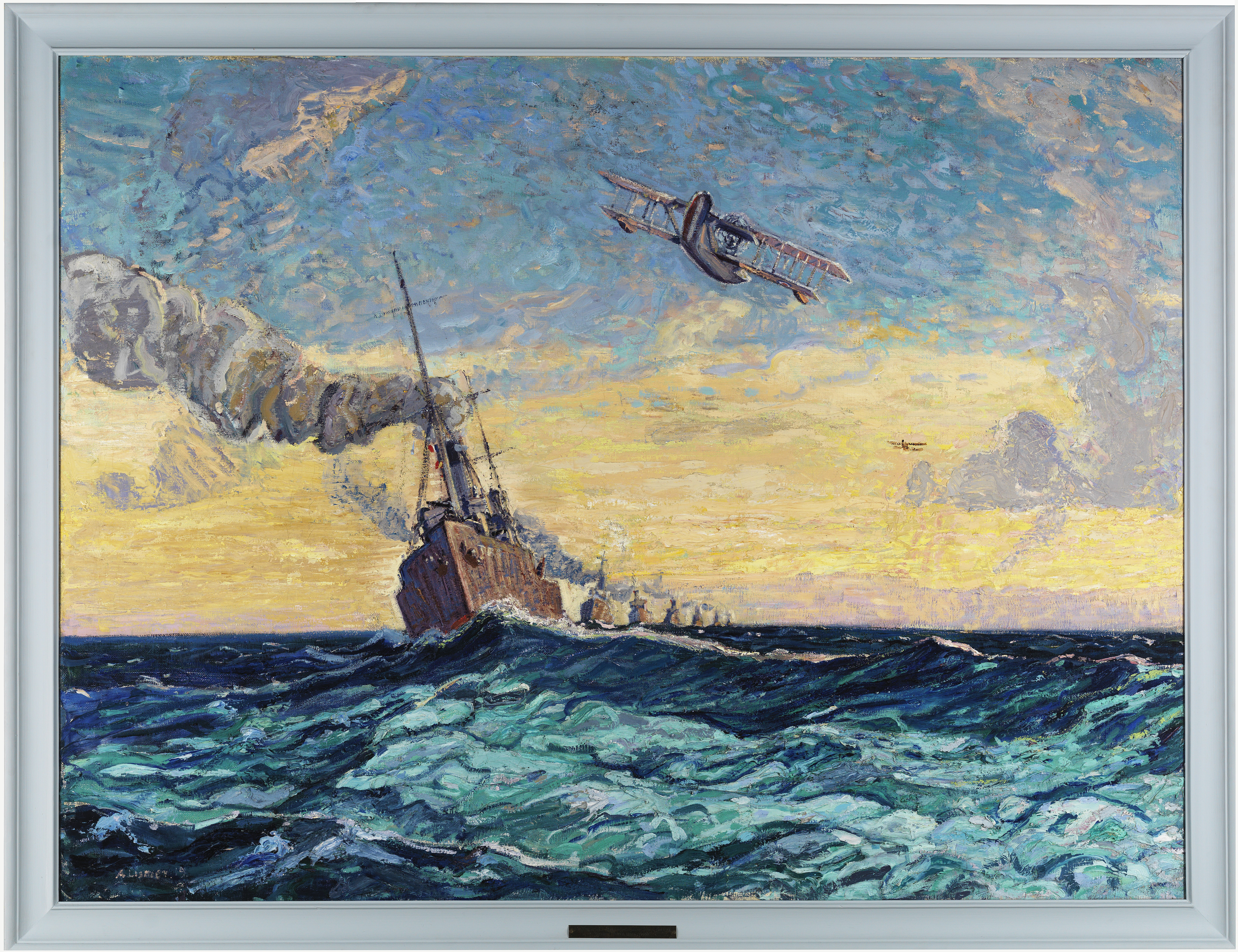
Poławiacze min, 1919, Kanadyjskie Muzeum Wojny

Arthur Lismer (ur. 27 czerwca 1885 w Sheffield w Anglii, zm. 23 marca 1969 w Montrealu) – kanadyjski malarz urodzony w Anglii, członek założyciel Grupy Siedmiu. Położył też duże zasługi na polu oświaty. Odznaczony Orderem Kanady.

## Życiorys
W wieku 13 lat rozpoczął praktykę w firmie fotograwerskiej. Otrzymał stypendium, dzięki któremu mógł uczestniczyć w zajęciach wieczorowych w Sheffield School of Arts (1898–1905). W 1905 pojechał do Antwerpii, gdzie studiował na miejscowej Akademii Sztuk Pięknych.
W 1911 wyemigrował z rodzinnego Sheffield do Toronto w Kanadzie.
Zafascynował go kanadyjski krajobraz: skały, sosny, obszary wzburzonych wód i niebo. Wkrótce po przybyciu do Toronto znalazł zatrudnienie w firmie reklamowej Grip Limited. Później przeszedł do Rous & Mann, gdzie spotkał artystów J.E.H. MacDonalda, Franklina Carmichaela i Toma Thomsona. W 1912 powrócił do Anglii, by się ożenić. Wyrażał się tak pochlebnie o Kanadzie, że jego znajomy, Frederick Varley, postanowić podążyć za nim.
W 1913 Lismer zabrał żonę i córkę w swą pierwszą podróż malarską do zatoki Georgian Bay. W 1914 odwiedził Algonquin Provincial Park.
Od 1916 do 1919 był dyrektorem Victoria School of Art and Design (obecnie Nova Scotia College of Art and Design) w Halifax. W 1917, gdy wybuch w porcie Halifax zniszczył dużą część miasta, Lismer uchwycił następstwa tej katastrofy w serii rysunków, opublikowanych po raz pierwszy w kanadyjskim czasopiśmie Courier. W 1918 dostał zlecenie z Canadian War Records na wykonanie serii obrazów i litografii mających za temat powracające z wojny oddziały wojskowe. W 1919 powrócił do Toronto, aby objąć stanowisko wicedyrektora w Ontario College of Art. Nadal zajmował się malarstwem. W 1920 została oficjalnie utworzona Grupa Siedmiu, a Lismer był autorem jej nazwy; gdy zgromadzonym członkom nie udało się wymyślić odpowiedniego terminu, Lismer policzył zebranych i zaproponował nazwę: „Grupa Siedmiu”.
W stylu artystycznym Lismera początkowo widoczna była inspiracja założeniami szkoły z Barbizon, natomiast później uwidocznił się wpływ postimpresjonizmu, zwłaszcza Vincenta van Gogha. Po 1920 artysta wypracował, pod silnym wpływem ekspresjonizmu, własny styl, charakteryzujący się surowym kolorem, ciężkim impastem, grubymi pociągnięciami pędzla i uproszczoną formą.
Lismer był nie tylko malarzem, ale też autorem wielu artykułów na temat kanadyjskiej sceny artystycznej.
W latach 1927–1938 był kuratorem oświatowym w Art Gallery of Toronto (obecnie Art Gallery of Ontario). Stał się czołową postacią na polu edukacji artystycznej dzieci; był autorem jednego z najbardziej udanych na terenie Ameryki Północnej dziecięcych programów edukacyjnych w tym zakresie. Jako pedagog był silnie związany ze swoimi uczniami. Pracował w Toronto, Afryce Południowej, Nowym Jorku i Montrealu (dokąd przeprowadził się w 1940).
W 1932 Lismer odbył serię odczytów o zasięgu ogólnokrajowym; był zapraszany na konferencje w Europie i Afryce Południowej.
W 1938 został profesorem wizytującym w Teachers’ College, afiliowanym przy Columbia University. W latach 1941–1967 prowadził dziecięcy ośrodek sztuki, Montreal Children’s Art Centre, afiliowany przy Montreal Museum of Fine Arts. Choć jego działalność edukacyjna nie pozostawiała mu zbyt wiele czasu na malowanie, to większość jego oryginalnych prac powstała po roku 1930. W 1950 Art Gallery of Toronto zorganizowała retrospektywną wystawę prac Lismera. W roku następnym artysta pojechał na zachodnie wybrzeże Wyspy Vancouver, gdzie spędził resztę życia, szkicując i malując ocean i gęste lasy.
W 1967 za swe dokonania został odznaczony Orderem Kanady – najwyższym cywilnym odznaczeniem nadawanym w tym kraju.
Zmarł w Montrealu. Został pochowany obok innych członków założycieli Grupy Siedmiu na terenie galerii McMichael Canadian Art Collection w Kleinburg (obszar metropolitalny Toronto).